# Spoorlijn Gifhorn - Wieren
Spoorlijn Gifhorn - Wieren is een overwegend enkelsporige, niet geëlektrificeerde zijlijn in Nedersaksen, Duitsland. De lijn ontsluit het noorden van het Braunschweiger Land en het oosten van de Lüneburger Heide. De spoorlijn wordt sinds enige jaren ook wel Mühlenbahn (molenlijn) genoemd, vanwege de vele molens die langs de spoorlijn staan. De lijn is als spoorlijn 1962 onder beheer van DB Netze.

## Verloop
De lijn begint in station Gifhorn als het verlengde van de spoorlijn Braunschweig - Gifhorn. Daarnaast is hier een aansluiting op de spoorlijn Berlijn - Lehrte. Vervolgens gaat de lijn door het Landkreis Gifhorn en loopt hij ten oosten van de Lüneburger Heide. De lijn loopt door Wittingen, waar een aansluiting is op het netwerk van de Osthannoversche Eisenbahnen, en verder naar Bad Bodenteich en Wieren om uit te komen op de spoorlijn Stendal - Uelzen (Amerikalinie).
De spoorlijn is onderdeel van de kortste verbinding tussen Braunschweig, Salzgitter en Wolfsburg naar het noorden. Desalniettemin is de spoorlijn slecht uitgebouwd (baanvaksnelheid tot 100 km/h), waardoor de verbinding via Lehrte sneller is.
Parallel aan de spoorlijn, op enige kilometers afstand, loopt het Elbe-Seitenkanal. Dat wordt ook een keer gekruist. Tevens loopt de B4 parallel langs de spoorlijn.

## Geschiedenis
De spoorlijn kwam kort voor het einde van de negentiende eeuw in gebruik. Sindsdien wordt de lijn regelmatig door reizigerstreinen gebruikt. Het trajectdeel tussen Gifhorn (toen nog Gifhorn-Isenbüttel) en Triangel werd op 1 mei 1889 voor het eerst door een goederentrein gebruikt. De eerste reizigerstrein op dit deel reed op 1 november 1889. De volledige verbinding naar Wieren werd op 1 september 1900 geopend.
In station Isenbüttel-Gifhorn (tegenwoordig Gifhorn) veroorzaakte een goederentrein op 22 februari 1941 een van de zwaarste spoorwegongevallen van Duitsland. De goederentrein had een rood sein over het hoofd gezien en reed met volle snelheid op een vertrekkende reizigerstrein in. Er kwamen 122 mensen om het leven, voornamelijk Belgische gevangenen. Daarnaast raakten er 80 mensen zwaargewond.
Een afbeelding van het station Triangel bij Neudorf-Platendorf is te zien op de omslag van de eerste uitgave van de roman Die Reise (1977), geschreven door Bernward Vespers.
In de jaren '60 en '70 reed er ook een aantal sneltreinen over de spoorlijn. Zo reed er in 1975 een aantal treinen over het traject Flensburg - Lübeck - Wittingen - Kreiensen en Hamburg - Wittingen - Goslar - Kreiensen.
Het aantal stations daalde in de loop van de tijd. Station Langenbrügge en station Stöcken sloten op 30 mei 1981. In de stations Bad Bodenteich, Wittingen en Wahrenholz werden in december 2011 de loketten gesloten.
Station Vorhop werd nieuw gebouwd met de bouw van de Elbe-Seitenkanal. Oorspronkelijk hadden Schönewörde en Vorhop een gemeenschappelijk station (station Schönewörde) bij de spoorwegovergang in de straat tussen beide plaatsen. Met het verhogen van de sporen voor de brug over het kanaal werd ook de spoorwegovergang vervangen door een ongelijkvloerse kruising. Vervolgens kregen beide dorpen een eigen station aan beide zijde van het kanaal.
Enkele stoptreinen tussen Braunschweig en Bremen reden tot december 2008 via deze spoorlijn, in de jaren 2010 en 2011 reden er elke werkdag ook een aantal treinen via deze route. Deze verbinding kwam met de overname van de treindienst op de spoorlijn Uelzen - Bremen door erixx in december 2011 volledig een einde.
In juli 2011 werden de sporen op het trajectdeel Bad Bodenteich - Wieren heraangelegd, in de herfst van 2012 was een traject van 10 kilometer tussen Vorhop en Neudorf-Platendorf aan de beurt. Gelijktijdig werd in station Wahrenholz het goederenspoor opgebroken (met de oude naam "Ölbf"). In 2013 volgde de vernieuwing van het spoor tussen Vorhop en Stöcken plaats, gelijktijdig met de vervanging van de wissels in Wittingen. Verder werd in Bad Bodenteich de wissels van het kruisingsspoor vernieuwd en in Gifhorn-Stadt spoor 2 over de gehele lengte inclusief de wissels vervangen. In 2014 volgde de vernieuwing tussen Stöcken en Bad Bodenteich, tegelijk met de nieuwbouw van een eilandperron, die ervoor zorgt dat de enkele treinen hier kunnen kruisen. In de tijd van sneltreinen werd bij kruisingen spoor 1 gebruikt, deze is uiteindelijk opgebroken. Bij de stations Gifhorn-Stadt, Neudorf-Platendorf, Wahrenholz en Knesebeck werden de perrons of een deels daarvan verhoogd zodat ze op gelijke hoogte met de nieuwe treinstellen kwamen.

## Actuele exploitatie
Het reizigersverkeer werd tot december 2014 ongeveer elke twee uur met Regionalbahn-treinen door DB Regio geëxploiteerd, meestal met dieseltreinstellen van het type Baureihe 628. De exploitatie was door de lage frequentie en aan de randen van de dienstregeling niet rendabel. Zo reden van maandag tot vrijdag tussen Braunschweig en Gifhorn maar elf treinparen en de laatste trein verliet Braunschweig al om 19:37 uur. Sinds december 2014 wordt de spoorlijn geëxploiteerd door de spoorwegmaatschappij uit Soltau, namelijk erixx. Erixx gebruikt hiervoor dieseltreinstellen van het type LINT 54. Ondanks uitbreidingen van de dienstregeling aan de randen van de dag zijn er nog geen grote verbeteringen, doordat een vaste uursfrequentie ontbreekt.
Goederenverkeer vindt er alleen nog plaats van en naar Knesebeck (houttransport naar de Firma Butting) en van en naar de haven van Wittingen.
| Serie | Treinsoort           | Route                                           | Bijzonderheden             |
| ----- | -------------------- | ----------------------------------------------- | -------------------------- |
| RB 47 | Regionalbahn (Erixx) | Braunschweig Hbf – Gifhorn – Wittingen – Uelzen | Rijdt eenmaal per twee uur |

## Planningen
Er waren plannen om het deeltraject tussen Braunschweig en Gifhorn-Stadt onderdeel te maken van het geplande RegioStadtBahn Braunschweig. Daarbij zullen er enkele stations worden geopend en de frequentie van de treinen verhoogd. In een verdere bouwfase zou de spoorlijn tot aan Uelzen ook onderdeel worden van de RegioStadtBahn. Het gehele plan zou oorspronkelijk tot 2014 gerealiseerd worden. Het plan staakte in 2010 doordat de kosten van het materieel te hoog was geworden waardoor het plan niet meer economisch haalbaar was.
Om de attractiviteit van de stoptrein ook zonder de RegioStadtBahn te vergroten, ontwikkelde de Samenwerkingsregio Braunschweig (Zweckverband Großraum Braunschweig) het "Regionalbahnkonzept 2014+". In dit plan stond dat er nieuw materieel zou worden aangeschaft en een vaste uurfrequentie op de stoptrein Braunschweig - Uelzen. Bovendien zou de overstap tussen de tram en de stoptrein in Braunschweig-Gliesmarode verbeterd worden. Op de lange termijn tussen Braunschweig en Gifhorn-Stadt een verhoging van de frequentie naar een halfuur.
Op de frequentie te verhogen moet de infrastructuur worden aangepast. Zo zou rond Rötgesbüttel een tweede spoor moeten komen, zodat treinen kunnen kruisen. De infrastructuur zou in 2016 gereed zijn. Hiermee kan de dienstregeling met minuten verkort worden. Voor verdere infrastructurele aanpassingen is de financiering nog niet rond.

## Materieel
Tijdens de stoomlocomotieventijd werden er onder andere locomotieven van het type Baureihe 03, 38, 50, 55, 57 en 64. Hierna kwamen in de jaren '30 accutreinstellen ETA 177. In de jaren '70 werd het reizigersverkeer geëxploiteerd met tweemotorige Uerdinger railbussen VT 98.8 en treinstellen van het type Baureihe 628.0 en 614 gebruikt. De sneltreinen werden getrokken V200 locomotieven. De lijn werd achtereenvolgens door het treintype Baureihe 634, 613 en 515 geëxploiteerd tot de komst van N-spoorwegrijtuigen.
Lange tijd bepaalde diesellocomotieven van het type Baureihe 216 en 218 het beeld. In de dienstregeling 2002/2003 reden er voor het eerst treinen met stuurstandrijtuigen over de lijn. In 2003 eindigde de tijd van getrokken treinen. Sindsdien rijden er hoofdzakelijk dieseltreinstellen van het type Baureihe 628 tussen Braunschweig en Uelzen. Enkele treinen werden tot december 2008 met het type Baureihe 614 gereden. Sinds de exploitatie overging naar erixx kwamen er dieseltreinstellen van het type LINT 54.
In het goederenverkeer kwamen na de stoomlocomotieventijd diesellocomotieven van het type Köf (locomotor), V 60 en 212. Tussen 1999 en 2014 waren er ook diesellocomotieven van de Verkehrsbetriebe Peine-Salzgitter op de lijn te vinden. Tegenwoordig wordt het goederenverkeer met locomotieven van het type Baureihe 294, 261 (Voith Gravita) afgehandeld.

## Aansluitingen
In de volgende plaatsen is of was er een aansluiting op de volgende spoorlijnen:
Gifhorn
DB 1902, spoorlijn tussen Braunschweig en Gifhorn
DB 6107, spoorlijn tussen Berlijn en Lehrte
Gifhorn Stadt
DB 1724, spoorlijn tussen Gifhorn-Stadt en Celle
Wittingen
DB 6990, spoorlijn tussen Rohrberg en Wittingen
DB 9173, spoorlijn tussen Celle en Wittingen
DB 9175, spoorlijn tussen Wittingen en Oebisfelde
Wieren
DB 6899, spoorlijn tussen Stendal en Uelzen (Amerikalinie)